# Stéphane Mahé
Stéphane Mahé (* 23. September 1968 in Puteaux) ist ein ehemaliger französischer Fußballspieler auf der Position des Innenverteidigers, der in seiner Karriere in Frankreich und Schottland spielte.

## Karriere
Stéphane Mahé wurde in Puteaux geboren, stammt jedoch ursprünglich aus Trignac in der Nähe von Saint-Nazaire. Mit fünfzehn Jahren kam er in die Jugendakademie von AJ Auxerre. Im Jahr 1989 holte ihn Guy Roux in die erste Mannschaft des Vereins. Nach einem Autounfall im Jahr 1992 fiel er sechs Monate lang aufgrund von Verletzungen aus. Nach seiner Rückkehr im Jahr 1993 half er Auxerre, das UEFA-Pokal-Halbfinale zu erreichen, wo sie gegen Borussia Dortmund verloren, als Mahé im entscheidenden Elfmeterschießen an Stefan Klos scheiterte. Im folgenden Jahr gewann Mahé mit Auxerre das französische Pokalfinale mit 3:0 gegen HSC Montpellier. Mahé wechselte 1995 zu Paris Saint-Germain, verbrachte aber nur eine einzige Saison in der französischen Hauptstadt. Während dieser Zeit gewann er mit „PSG“ den Europapokal der Pokalsieger im Endspiel gegen Rapid Wien. Im gesamten Wettbewerb kam der Abwehrspieler auf sechs Einsätze. Nach einer weiteren Saison bei Stade Rennes verließ er Frankreich und wechselte 1997 nach Schottland zu Celtic Glasgow. In seiner vierjährigen Zeit in Glasgow sammelte Mahé mit „Celtic“ zahlreiche Titel und beendete den Lauf des Erzrivalen, den Rangers die zuvor neunmal in Folge die Meisterschaft gewinnen konnten. Die letzten zwei Jahre seiner Karriere verbrachte er bei Heart of Midlothian, bevor er 2003 seine Karriere beendete.

## Erfolge
- Französischer Pokalsieger: 1994
- Französischer Supercupsieger: 1995
- Europapokal der Pokalsieger: 1996
- Schottischer Meister: 1998, 2001
- Schottischer Pokalsieger: 2001
- Schottischer Ligapokalsieger: 1998, 2000, 2001